# 1738 no Brasil
Esta é uma cronologia dos fatos acontecimentos do ano de 1738 no Brasil.

## Incumbentes
- André de Melo e Castro, 4.º Conde das Galveias, 5º vice-rei do Brasil (1735-1749)[1]

## Eventos
- 1738: Romão de Matos Duarte consegue fundar no Rio de Janeiro a Casa dos Expostos, que acarretou em 1822, o Brasil tomar as primeiras medidas de proteção à maternidade que se conhecem na legislação mundial, graças a atuação de José Bonifácio de Andrada e Silva.
- 11 de agosto: Criada a Capitania de Santa Catarina.
- 4 de maio: Criada, a terceira vila do Ceará, denominada de Arraial do Poço, e depois chamado de Icó.

## Nascimentos
- 29 de agosto:  Antônio Francisco Lisboa (Aleijadinho), escultor, arquiteto e entalhador (m. 1814).